# Малаховка (Курская область)
Малаховка — деревня в Рыльском районе Курской области. Входит в состав Никольниковского сельсовета.

## География
Деревня находится на реке Амонька, в 113 км западнее Курска, в 17 км к северо-западу от районного центра — города Рыльск, в 2 км от центра сельсовета  — Макеево.
Климат
Малаховка, как и весь район, расположена в поясе умеренно континентального климата с тёплым летом и относительно тёплой зимой (Dfb в классификации Кёппена).

## Население
| 2002 | 2010 |
| ---- | ---- |
| 11   | ↘6   |

## Инфраструктура
Личное подсобное хозяйство. В деревне 5 домов.

## Транспорт
Малаховка находится в 10,5 км от автодороги регионального значения 38К-017 (Курск — Льгов — Рыльск — граница с Украиной), в 8 км от автодороги 38К-040 (Хомутовка — Рыльск — Глушково — Тёткино — граница с Украиной), в 2 км от автодороги межмуниципального значения 38Н-345 (38К-017 — Большегнеушево с подъездом к с. Макеево), в 18 км от ближайшей ж/д станции Рыльск (линия 358 км — Рыльск).
В 184 км от аэропорта имени В. Г. Шухова (недалеко от Белгорода).